# Cugnaux
 Cugnaux  (en occitano Cunhaus) es una población y comuna francesa, en la región de Mediodía-Pirineos, departamento de Alto Garona, en el distrito de Toulouse y cantón de Tournefeuille.

## Demografía
| 633                       | 690 | 779 | 902 | 882 | 919 | 854 | 916 | 918 | 907 | 945 | 964 | 964 | 982 | 1 016 | 1 062 | 1 016 | 966 | 1 012 | 1 021 | 882 | 904 | 1 026 | 1 097 | 2 033 | 1 576 | 3 040 | 2 989 | 5 228 | 9 516 | 9 461 | 11 311 | 12 997 | 16 047 |
| (Fuente: INSEE y Cassini) |     |     |     |     |     |     |     |     |     |     |     |     |     |       |       |       |     |       |       |     |     |       |       |       |       |       |       |       |       |       |        |        |        |